# Bruce Spence

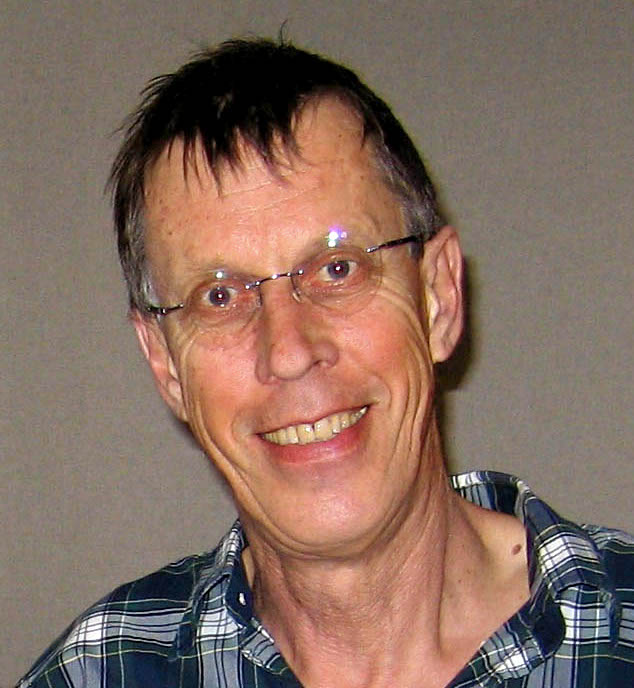
Bruce Spence in 2008

Bruce Spence (17 september 1945, Auckland) is een Nieuw-Zeelands acteur die een aanzienlijk deel van zijn carrière in Australië werkte. Hij speelde onder andere de tovenaar Zeddicus Zu'l Zorander in de Amerikaanse televisieserie Legend of the Seeker en The Trainman in de Amerikaanse film The Matrix Revolutions.

## Filmografie
- Stork (1971) - Graham 'Stork' Wallace
- Certain Women (1973) TV Series - Julius 'Big Julie'
- Three Old Friends (1974)
- The Cars That Ate Paris (1974) - Charlie
- The Firm Man (1975) - Boodschapper
- The Great Macarthy (1975) - Bill Dean
- Let the Balloon Go (1976) - Chief Gifford
- Oz (1976) - Bassist/Blondie the Surfie
- Mad Dog Morgan (1976) - Heriot
- Eliza Fraser (1976) - Bruce McIver
- Barnaby and Me (1977) (TV) - Lange slechterik
- Newsfront (1978) - Redex proefchauffeur
- Dimboola (1979) - Morrie McAdam
- Double Deal (1981) - Doug Mitchell
- And Here Comes Bucknuckle (1981) televisieserie
- Mad Max 2 (1981) -  Gyro-piloot
- Deadline (1982) (televisiefilm) - Towie
- Kingswood Country (1982) .... televisieserie - Tandarts
- The Return of Captain Invincible (1983) - Middernachtsuurse dokter
- Midnite Spares (1983) - Wimpy
- Buddies (1983) - Ted
- Pallet on the Floor (1984) - Basil Beaumont-Foster
- Wo die grünen Ameisen träumen (Where the Green Ants Dream) (1984) - Lance Hackett
- Mad Max Beyond Thunderdome (1985) - Jedediah the Pilot
- Great Expectations, the Untold Story (1986) (televisie) - Joe Gargery
- Bullseye (1987) - Purdy
- The Year My Voice Broke (1987) - Jonah
- The Dirtwater Dynasty (1988) (mini) televisieserie - Lonely Logan
- Bachelor Girl (1988) - Alistair Dredge Jr
- Rikky and Pete (1988) - Ben
- Zucker (1989) (televisie)
- Tanamera - Lion of Singapore (1989) (mini)serie - Hammond
- Dearest Enemy (1989) televisieserie - Lenny (1989/1992)
- ...Almost (1990) - Ronnie
- The Shrimp on the Barbie (1990) - Wayne
- Sweet Talker (1991) - Norman Foster
- Halfway Across the Galaxy and Turn Left (1992) televisieserie - De baas
- Hercules Returns (1993) - Sprocket
- Ace Ventura: When Nature Calls (1995) - Gahjii
- The Munsters' Scary Little Christmas (1996)
- Return to Jupiter (1997) TV Series - Ed Unit
- Halifax f.p: Isn't It Romantic (1997) (televisie) - Eric Washburn
- Dark City (1998) - Mr. Wall
- Moby-Dick (1998) (televisie) - Elijah
- Farscape (2002) (televisie) - Prefect Falaak
- Queen of the Damned (2002) - Khayman
- Finding Nemo (2003) (stem) - Chum
- The Matrix Revolutions (2003) - Trainman
- The Lord of the Rings: The Return of the King (2003) - Mond van Sauron (extended edition)
- Peter Pan (2003) - Cookson
- The Brush Off (2004) (televisie) - Philip Veale
- Star Wars Episode III: Revenge of the Sith (2005) - Tion Medon
- Aquamarine (2006) - Leonard
- RAN Remote Area Nurse (2006) - Vince
- Solo (2006) - Kennedy
- Nightmares & Dreamscapes (2006) televisie - Hans Morris
- Equal Opportunity (2006) televisie - Death
- Legend of the Seeker (2008–2010) televisieserie - Zeddicus Zu'l Zorander
- Double The Fist (2008) televisie - Mayor McCarthy
- Australia (2008) - Dr. Barker
- All Saints (2009) televisie - Barry Goldsworthy
- The Chronicles of Narnia: The Voyage of the Dawn Treader (2010) - Heer Rhoop
- Mystery Road (2013) - Jim
- Gods of Egypt (2016) - Opperrechter